# Jia Nan Yuan
Jia Nan Yuan (Chinees: 袁嘉楠, Hanyu pinyin: Yuán Jiānán; Zhengzhou, China, 11 juli 1985) is een Frans professioneel tafeltennisster. Ze speelt rechtshandig, met de shakehandgreep. Geboren in China en naar Frankrijk geëmigreerd op haar achttiende is ze sinds 2011 Frans staatsburger. Yuan is haar achternaam.

## Belangrijkste resultaten
- Goud op de Europese kampioenschappen tafeltennis 2022 met gemengd dubbelpartner Emmanuel Lebesson.
- Brons op de wereldkampioenschappen tafeltennis 2024 in Busan met het Franse team
- Brons op de Europese kampioenschappen tafeltennis 2020 met dubbelpartner Stéphanie Loeuillette en met gemengd dubbelpartner Emmanuel Lebesson.
- Brons op de Europese kampioenschappen tafeltennis 2021 en 2023 met het Franse team.
- Vierde op de Olympische Zomerspelen 2020 op het onderdeel gemengd dubbel met Emmanuel Lebesson.